# Kitama (Tanzania)
Kitama è una circoscrizione mista (mixed ward) della Tanzania situata nel distretto di Tandahimba, regione di Mtwara. Conta una popolazione di 12 859 abitanti (censimento 2012).